# قرار مجلس الأمن التابع للأمم المتحدة رقم 1177
قرار مجلس الأمن التابع للأمم المتحدة رقم 1177، المتخذ بالإجماع في 26 يونيو 1998، بعد الاعتراف بتدهور الوضع بين إريتريا وإثيوبيا، أدان المجلس اندلاع الحرب وطالب بوقف فوري لإطلاق النار في نزاعهما الحدودي.
وكان هناك قلق بالغ بشأن عواقب الصراع بين إثيوبيا وإريتريا، حيث أكد المجلس أنه ينبغي تسوية المنازعات بالطرق السلمية وأن استخدام القوة المسلحة أمر غير مقبول. وأشار إلى تعهدات حكومة إثيوبيا وحكومة إريتريا بإنهاء الضربات الجوية والهدف المتمثل في ترسيم حدودهما وتعيين حدودها بطريقة يتفق عليها الطرفان.
وأدان مجلس الأمن استخدام القوة وطالب الجانبين بوقف الأعمال العدائية على الفور. ودعا إلى تسوية سلمية للنزاع بالتعاون مع منظمة الوحدة الأفريقية. وطُلب من الطرفين أيضًا الامتناع عن الإجراءات التي من شأنها تصعيد الموقف واتخاذ إجراءات من شأنها تعزيز الثقة بين الجانبين بما في ذلك ضمان حقوق وسلامة مواطني كل منهما. صدرت تعليمات للأمين العام كوفي عنان بإنشاء صندوق استئماني وتقديم المساعدة الفنية في عملية ترسيم الحدود المشتركة بين الطرفين.
ورحب الطرفان بالقرار. وقالت إريتريا إنه لأول مرة تتم معالجة مخاوف البلدين، في حين أن إثيوبيا تدرك أن اعتمادها يبدو أنه يعزز مطالبة رواندا والولايات المتحدة ومنظمة الوحدة الأفريقية بالانسحاب من إريتريا إلى الأراضي التي احتلتها قبل اندلاع الصراع.

## روابط خارجية
- نص القرار في undocs.org